# Taiga Maekawa
Taiga Maekawa (født 13. juni 1996) er en japansk fodboldspiller, som spiller for den japanske fodboldklub Avispa Fukuoka.